# Френска Луизиана
Френска Луизиана (на френски: La Louisiane) е окръг на френската колония Нова Франция, съществувал през 1682 – 1763 година.
Той обхваща обширна, но слабо заселена и усвоена територия във вътрешността на Северна Америка, съвпадаща приблизително с басейна на река Мисисипи. След поражението на Франция в Седемгодишната война през 1763 година Луизиана е поделена между Великобритания и Испания – източните части образуват британския Индиански резерват, а западните – Испанска Луизиана.
През 1802 година Франция принуждава Испания да върне формално Испанска Луизиана, но не успява да установи фактически контрол над областта и през следващата година отстъпва правата си на Съединените американски щати срещу парична компенсация в т.нар. Покупка на Луизиана. През 1818 година най-северната част от тази територия е предадена на Великобритания и днес е част от Канада.